# Вампиры (фильм, 1957)
«Вампиры» (итал. I Vampiri) — итальянский фильм ужасов 1957 года режиссёров Риккардо Фреда и Марио Бава. Премьера фильма состоялась 5 апреля 1957 года. Фильм также известен под названием Я вампир. Фильм является первым итальянским звуковым фильмом ужасов. Первоначальным режиссёром фильма был Риккардо Фреда, однако между ним и продюсерами возник конфликт, в результате которого продолжение съёмок доверили оператору Марио Бава.

## Сюжет
В Париже действует загадочный убийца, который обескровливает тела своих жертв. В реке найдена вот уже четвёртая жертва с теми же признаками. Полиция зашла в тупик, а за дело принимается журналист Пьер Лантен (Dario Michaelis). В это же время столь нужные сведения для расследования предоставляет подруга убитой Лоретта (Вандиса Гвида), однако её похищает тот же убийца. Полиции и журналисту предстоит закончить расследование и освободить из лап убийцы Лоррету.

## В ролях
- Дарио Михаэлис — Пьер Лантен
- Вандиса Гвида — Лоррета
- Джанна Мария Канале — Гизелла / Маргарита

## Съёмки
Съёмки фильма длились 12 дней и осуществлялись в студии Чинечитта, расположенной неподалёку от Рима. В качестве оператора выступил Марио Бава, который реализовал сцену старения вампира посредством последовательного чередования голубого и красного цветов на лице вампира, что создавало эффект быстрого старения лица вампира за счёт быстрого изменения цветовой гаммы. Впервые этот эффектный прием использовался в фильме «Доктор Джекил и Мистер Хайд» (1931), сам же Бава повторил его в фильме «Маска Станы» .

## Реакция на фильм
Фильм не имел большого успеха в самой Италии, однако ему удалось завоевать большое внимание зрителей во Франции, США и Великобритании. Любопытно отметить, что в итальянском прокате на рубеже 50-60-х годов сложилась традиция присоединять вампирские названия к разных фантастическим фильмам и фильмам ужасов. Так «Куотермасс 2» шёл под названием «Куотермасс и вампиры из космоса».

## Критика
Луис Поль в своей книге Italian Horror Film Directors в отношении фильма отметил что он подкупает неплохой работой камеры и креативным съемочным дизайном (последний был создан Марио Бава). Сам же фильм представляет собой статичную и в то же время нетрадиционную историю современного вампиризма, разбавленную идеями дешёвых научно-фантастических романов.